# د گریس (گروه موسیقی)
د گریس (به انگلیسی: The Grace) گروه موسیقی کره‌ای است.